# Quarta dimensão na arte

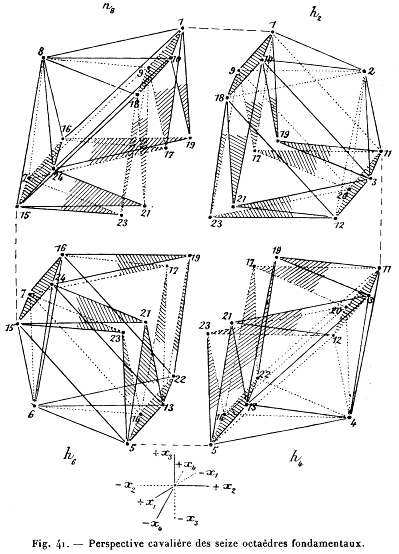
Uma ilustração de Traité élémentaire de géométrie à quatre dimensions de Jouffret. O livro, que influenciou Picasso, foi-lhe dado por Princet.

Novas possibilidades abertas pelo conceito do espaço de quatro dimensões (e as dificuldades envolvidas na tentativa de visualizá-lo) ajudaram a inspirar muitos artistas modernos, na primeira metade do século XX. Cubistas, surrealistas, futuristas e artistas do movimento abstrato trabalharam em cima da matemática de dimensões superiores e usaram-na para radicalizar o avanço em seus trabalhos.

## Influência inicial
O matemático francês Maurice Princet era conhecido como "le mathématicien du cubisme" ("o matemático do cubismo"). Associado na Escola de Paris, um grupo de vanguardistas incluindo Pablo Picasso, Guillaume Apollinaire, Max Jacob, Jean Metzinger, e Marcel Duchamp, Princet é creditado como tendo apresentado a obra de Henri Poincaré e o conceito de quarta dimensão aos para o cubistas no Bateau-Lavoir durante a primeira década do século XX.
Princet introduziu Picasso no Traité élémentaire de géométrie à quatre dimensões (Tratado Elementar sobre a Geometria de Quatro Dimensões, 1903) de Esprit Jouffret, uma popularização do Science and Hypothesis de Poincaré em que Jouffret descreve hipercubos e outros complexos poliedros em quatro dimensões e os projeta no plano bidimensional. O retrato de Daniel-Henry Kahnweiler, em 1910, de Picasso, foi um importante trabalho para o artista, que passou muitos meses moldando-o. O retrato tem semelhanças com o trabalho de Jouffret e mostra uma nítida movimentação para longe do  proto-cubista fauvismo apresentado em Les Demoiselles d'Avignon para uma análise mais considerada do espaço e da forma.
Um cubista vanguardista, Max Weber escreveu um artigo intitulado In The Fourth Dimension from a Plastic Point of View (Na Quarta Dimensão, a partir de um Plástico Ponto de Vista, em tradução livre) para o número de julho de 1910 do Camera Work, de Alfred Stieglitz. No artigo, Weber afirma que, "Na arte plástica, creio, há uma quarta dimensão, que pode ser descrita como a consciência de uma grande e esmagadora sensação de espaço-magnitude em todas as direções ao mesmo tempo, e é trazida à existência por meio das três medidas conhecidas".

Outra influência sobre a Escola de Paris foi de Jean Metzinger e Albert Gleizes, ambos pintores e teóricos. O primeiro grande tratado escrito sobre o Cubismo foi a colaboração Du "Cubisme" entre os dois em 1912, que declara:
 "Se quiséssemos relacionar o espaço dos pintores [cubistas] a geometria, deveríamos nos referir aos matemáticos não-Euclidianos; deveríamos ter que estudar, em alguma medida, alguns dos teoremas de Riemann."
O pintor modernista estadunidense Morton Livingston Schamberg escreveu em 1910 duas cartas para Walter Pach, partes das quais foram publicadas em uma revisão do Armory Show de 1913 para o The Philadelphia Inquirer sobre a influência da quarta dimensão, na pintura vanguardista; descrevendo como os artistas empregavam o "uso harmônico das formas" distinguindo entre a "representação ou renderização do espaço e do desenho no espeço";
Se nós ainda acrescentarmos no desenho em terceira dimensão uma consideração de peso, pressão, resistência, movimento, como distintos do movimento, chegamos ao que pode legitimamente ser chamado de design na quarta dimensão, ou o uso harmônico do que pode, arbitrariamente, ser chamado de volume. Apenas neste ponto é que podemos apreciar as produções magistrais de um homem como Cézanne.
As explorações da simplificação geométrica e fenômenos ópticos de Cézanne inspirou os cubistas a experimentar com simultaneidade, complexas múltiplas visões de um mesmo objeto observadas a partir de diferentes pontos de vista ao mesmo tempo.

## Manifesto dimensionista
Em 1936, em Paris, Charles Tamkó Sirató publicou seu Manifeste Dimensioniste, que foi descrito como
"A tendência dimensionista tem levado a:
1. Literatura saindo da linha e adentrando o plano.
2. Pintura saindo do plano e adentrando o espaço.
3. Escultura saindo das formas fechadas e imóveis.
4. A conquista artística do espaço de quatro dimensões, que até o momento estava completamente livre da arte."

O manifesto foi assinado por muitos artistas modernos proeminentes em todo o mundo. Hans Arp, Francis Picabia, Kandinsky, Robert Delaunay e Marcel Duchamp, entre outros adicionaram seus nomes em Paris, então pouco tempo depois, ele foi endossado por artistas no exterior, incluindo László Moholy-Nagy, Joan Miró, David Kakabadze, Alexander Calder, e Ben Nicholson.

## Crucificação (Corpus Hypercubus)
Em 1953, o surrealista Salvador Dalí proclamou a sua intenção de pintar "uma explosiva, nuclear e hipercúbica" cena da crucificação. Ele disse "esta imagem será o grande trabalho metafísico do meu verão". Concluída no ano seguinte, Crucificação (Corpus Hypercubus) retrata Jesus Cristo sobre a superfície de um hipercubo, também conhecido como um tesseract. O desdobramento de um tesseract em oito cubos, é análogo ao desdobrar os lados de um cubo, em seis quadrados. O Metropolitan Museum of Art descreve a pintura como uma "nova interpretação de um assunto representado regularmente...[mostrando] o triunfo espiritual de Cristo sobre um ferimento corporal."

## Arte abstrata
Algumas das abstrações de Piet Mondrian e sua prática no neoplasticismo são ditos terem se baseado em sua visão de um universo utópico, com perpendiculares visualmente estendendo-se para outra dimensão.

## Outras formas de arte
A quarta dimensão tem sido alvo de inúmeras histórias ficcionais.

## Leitura complementar
- Henderson, Linda Dalrymple (2013). The Fourth Dimension And Non-Euclidean Geometry In Modern Art Revis ed. Cambridge, Massachusetts: The MIT Press. ISBN 0262582449
- Henderson, Linda Dalrymple (1998). Duchamp in Context: Science and Technology in the Large Glass and Related Works. Princeton, N.J: Princeton University Press. ISBN 9780691123868